# 영원한 휴가
영원한 휴가(Permanent Vacation)는 미국에서 제작된 짐 자무쉬 감독의 1980년 드라마 영화이다. 크리스 파커 등이 주연으로 출연하였고 짐 자무쉬 등이 제작에 참여하였다.

## 출연

### 주연
- 크리스 파커
- 사라 드라이버

### 조연
- 프랭키 페이슨
- 존 루리
- 에릭 밋첼
- 리처드 보스